# Markowskaja (rejon krasnoborski)
Markowskaja (ros. Марковская) – wieś (dieriewnia) w Rosji, w obwodzie archangielskim, w rejonie krasnoborskim. W 2021 liczyła 41 mieszkańców.